# Solotinka
Solotinka (jakutisch und russisch Золоти́нка) ist eine Siedlung städtischen Typs in der Republik Sacha (Jakutien) in Russland mit 552 Einwohnern (Stand 14. Oktober 2010).

## Geographie
Der Ort liegt gut 700 km Luftlinie südsüdwestlich der Republikhauptstadt Jakutsk am südlichen Rand des Aldanhochlandes. Er liegt am rechten Ufer des Flüsschens Cholodnikan unweit seiner Mündung in die Ijengra, einen linken Nebenfluss des Timpton.
Solotinka gehört zum Rajon Nerjungrinski und befindet sich gut 50 km südlich von dessen Verwaltungszentrum Nerjungri. Die Siedlung ist Sitz und einzige Ortschaft der Stadtgemeinde (gorodskoje posselenije) Possjolok Solotinka.

## Geschichte
Die Siedlung wurde Mitte der 1970er-Jahre im Zusammenhang mit dem Bau der „Kleinen BAM“ Bamowskaja – Tynda – Nerjungri gegründet. Seit 1977 besitzt Solotinka den Status einer Siedlung städtischen Typs. Der Ortsname, abgeleitet von russisch soloto für Gold, bedeutet „Goldstaubteilchen“ oder auch „Goldglanz“ und bezieht sich auf die Goldvorkommen in dem Gebiet, vor allem in Tal der Ijengra.
Nach Fertigstellung der Bahnstrecke Anfang der 1980er-Jahre und der bald folgenden weitgehenden Einstellung des Goldbergbaus, der die Erwartungen in diesem Teil der Region nicht erfüllte, verließ ein Großteil der Einwohner den Ort.

### Bevölkerungsentwicklung
| Jahr | Einwohner |
| ---- | --------- |
| 1979 | 5377      |
| 1989 | 1065      |
| 2002 | 566       |
| 2010 | 552       |

Anmerkung: Volkszählungsdaten

## Verkehr
Solotinka liegt bei Streckenkilometer 372 (ab Skoworodino) der Amur-Jakutischen Eisenbahnmagistrale (AJaM), die die Transsibirische Eisenbahn und die Baikal-Amur-Magistrale (BAM) mit Nischni Bestjach unweit der jakutischen Hauptstadt Jakutsk verbindet.
Einige Kilometer westlich wird Solotinka von der Fernstraße A360 Lena (bisher M56, Nummer noch bis 2017 alternativ in Gebrauch) umgangen, die Newer an der Fernstraße Amur ebenfalls mit Nischni Bestjach verbindet.